# ويكفيلد (دائرة انتخابية في المملكة المتحدة)
ويكفيلد (بالإنجليزية: Wakefield)‏ هي إحدى الدوائر الانتخابية في المملكة المتحدة الممثلة في مجلس العموم في برلمان المملكة المتحدة.
عضو البرلمان الذي يمثلها حالياً هو :Mary Creagh (Lab).
‌